# 切拉伦戈
切拉伦戈（義大利語：Cellarengo），是意大利阿斯蒂省的一个市镇。总面积10.81平方公里，人口716人，人口密度66.2人/平方公里（2009年）。ISTAT代码为005033。